# Festival di Zurigo 1966
Festival di Zurigo del 1966

## La manifestazione
I cantanti sono diretti da vari direttori d'orchestra, indicati dalle case discografiche in gara. Le canzoni vengono sottoposte al giudizio di una giuria composta da 19 membri per la proclamazione del brano vincente, con l'attribuzione del trofeo "Aquila D'Oro". Premio della critica alla cantante Wilma De Angelis.

## Partecipanti in ordine di uscita
- Gian De Martini: Qualcosa che vale (Mazza-Rampoldi); Ediemme
- Edda Ollari: ... Che tu mi baciassi (Senofonte-Casini); Bentler
- Mauro De Gregorio: Torna presto (Bruno Pallesi-Giuseppe Cappelletti); Interrecord
- Mirna Doris: Io ti perdono (Pugliese-Mazzocco); Vis Radio
- Leonardo: Pioggia (Alberto Salerno-Massimo Salerno); Ariston
- Wilma De Angelis: So già che tornerai (Iller Pattaccini-Gianni Sanjust-Ricky Gianco); Starlet
- Bruno Venturini: Napule senza te (Rotondella-Giuliani); Italdisc
- Anna Marchetti: Chi lo sa (Vincenzo Buonassisi-Gianni Fallabrino); Meazzi
- Robertino: Un dollaro d'amore (Daniele Pace-Mario Panzeri-Alceo Guatelli); Carosello
- Anna Identici: Bentornato a casa (Simoni-Gianni Guarnieri); Ariston
- Bruno Lauzi: La donna del sud (Bruno Lauzi); Ariston
- Vanna Scotti: Ma chi credi di essere! (Leo Chiosso-Milini); Bentler
- Don Backy: L'amore (Detto Mariano-Don Backy); Clan Celentano
- Loredana: In capo al mondo (Binacchi-Taccani); North
- Michele Accidenti: Lei è con me (Leo Chiosso-Gianni Fallabrino); Meazzi
- Carmen Villani: Amerai solo me (Guglieri-Reverberi-Alberto Testa); Bluebell Records
- Peppino Di Capri: Operazione sole (Cenci-Giuseppe Faiella); Carisch
- Orietta Berti: La prima lettera d'amore (Luciano Beretta-Umberto Balsamo); Polydor
- Emanuela Tinti e Ben Venuti: Italia Italia (Senofonte-Casini); Bentler

## Classifica
1. Emanuela Tinti e Ben Venuti: Italia Italia (Senofonte-Casini); - Bentler

## Numero di cantanti per casa discografica
- Bentler: 4 cantanti
- Ariston: 3 cantanti
- Meazzi: 2 cantanti
- Bluebell Records: 1 cantante
- Carisch: 1 cantante
- Carosello: 1 cantante
- Clan Celentano: 1 cantante
- Ediemme: 1 cantante
- Interrecord: 1 cantante
- Italdisc: 1 cantante
- North: 1 cantante
- Polydor: 1 cantante
- Starlet: 1 cantante
- Vis Radio: 1 cantante